# Vessana
La vessana o vessana de rei és una unitat de superfície emprada en algunes de les comarques de Girona. que equival a 2.187,4 m² (900 canes quadrades). També existeix la vessana baronil, vessana de comte o vessana de senyor, que equival a 2.488,8 m² (1.024 canes quadrades). Pella i Forgas, que constata el seu ús a l'Empordà i a la Cerdanya (per bé que en aquesta última sota el nom de jornal), fa derivar la vessana comtal del iugerum de l'antiga Roma, que hauria derivat de la partició de l'ager pels colons i legionaris establerts a Hispània i, per tant, la privatització d'aquest territori, oposada al be comunal dels boscos i pastures. Així mateix Pella i Forgas apunta que la vessana seria la quantitat de terra que dos bous amb jou podien llaurar durant mig dia.